# BMW F48
La BMW F48 è la seconda generazione della BMW X1, un'autovettura di tipo SUV di segmento C prodotta dal 2015 al 2022 dalla casa automobilistica tedesca BMW.

## Profilo e contesto

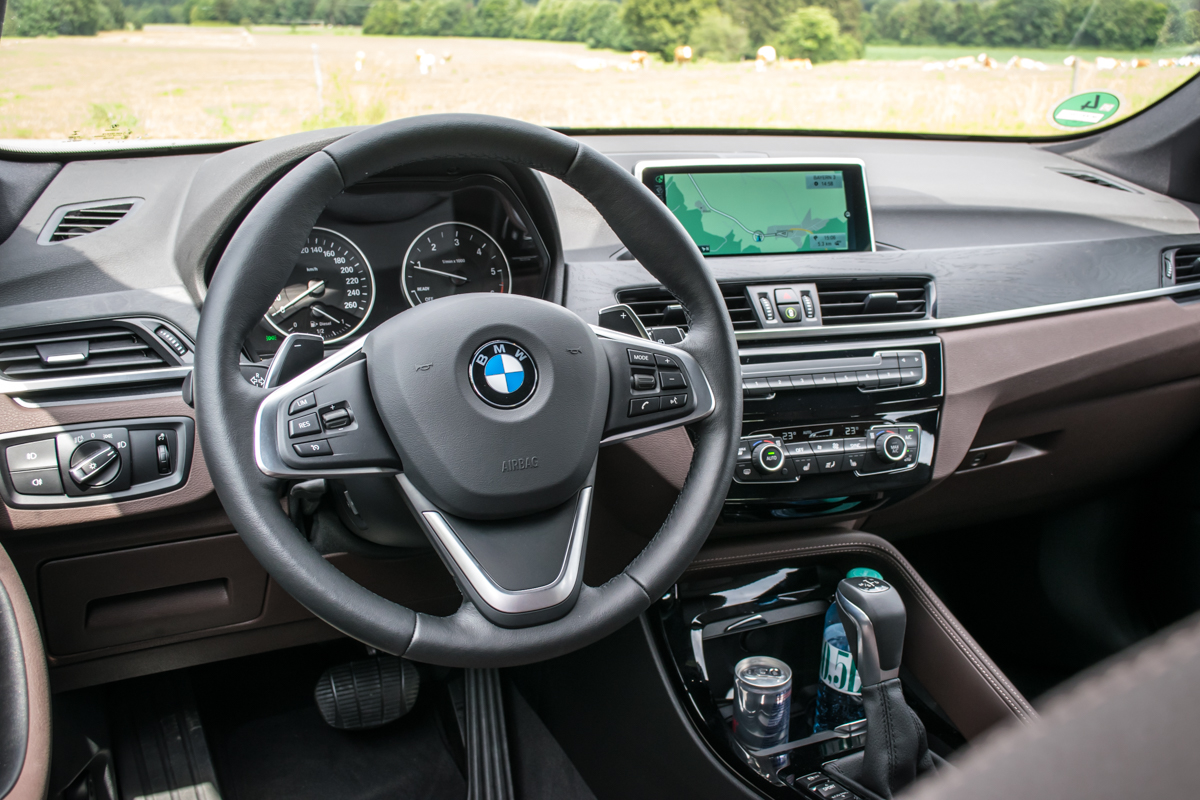
Interni di una BMW X1 xDrive25d

La seconda generazione della BMW X1 porta il numero di modello e progetto interno F48. È stata annunciata nel mese di giugno 2015 per sostituire la serie E84 ed è basata sulla nuova piattaforma di BMW chiamata UKL, utilizzata per le vetture a trazione anteriore e condivisa con le Mini di ultima generazione. La differenza principale della nuova piattaforma rispetto alla precedente è il cambiamento dalla tradizionale disposizione a trazione posteriore con motore longitudinale alla trazione anteriore con motore trasversale.
La presentazione ufficiale è avvenuta nel settembre 2015 al salone di Francoforte. La X1 è assemblata nello stabilimento BMW di Ratisbona e dal 2017 anche a Born in Olanda.
Gli allestimenti disponibili sono: Base, xLine, xLine Plus, Advantage, Business, Sport e M Sport.
In base al motore scelto viene abbinato un cambio, dal manuale a 6 rapporti, allo Steptronic a 8 rapporti prodotto da Aisin.
La nuova X1 ha uno spazio di carico maggiore rispetto alla vecchia serie, un inedito design interno e un esterno di recente fattura più simile alla X5 rispetto alla vecchia generazione. I pacchetti disponibili per la X1 comprendono il pacchetto sportivo M, Technology Package, pacchetto Premium, Driver Assistance Plus Package e Cold Weather Package.
Gli interni della X1 riportano un design più moderno e in linea con la serie F della casa bavarese, il contachilometri contiene il display per il computer di bordo, è possibile richiedere il Black Panel come optional che include un contachilometri misto digitale/analogico con un display LCD che mostra informazioni sulle chiamate, stazioni radio, sorgenti audio attive e navigazione, al centro della plancia si trova il tasto per gli ADAS, che variano in base all'allestimento scelto.
Come dotazione base, l'X1 monta l'iDrive BMW con il controller sulla console centrale, nei modelli prodotti poco prima del restyling viene installato l'iDrive 6 con schermo touch.
L'impianto audio installato nella X1 è composto da 2 subwoofer sotto sedile (uno sotto il sedile conducente e uno sotto il sedile passeggero) e 4 mid-range installati in ciascuna portiera, come optional si può richiedere l'impianto Harman/Kardon, che aggiunge un amplificatore e 2 tweeter installati sugli sportelli anteriori.
Per la Cina, la seconda generazione della X1 ha un passo allungato di 110 mm e un aumento della lunghezza complessiva di 126 mm rispetto al modello standard disponibile in Europa e Nord America. Questa versione allungata viene creata per dare più spazio per le gambe per i passeggeri posteriori, come richiesta del mercato dell'auto cinese.

### Restyling 2019

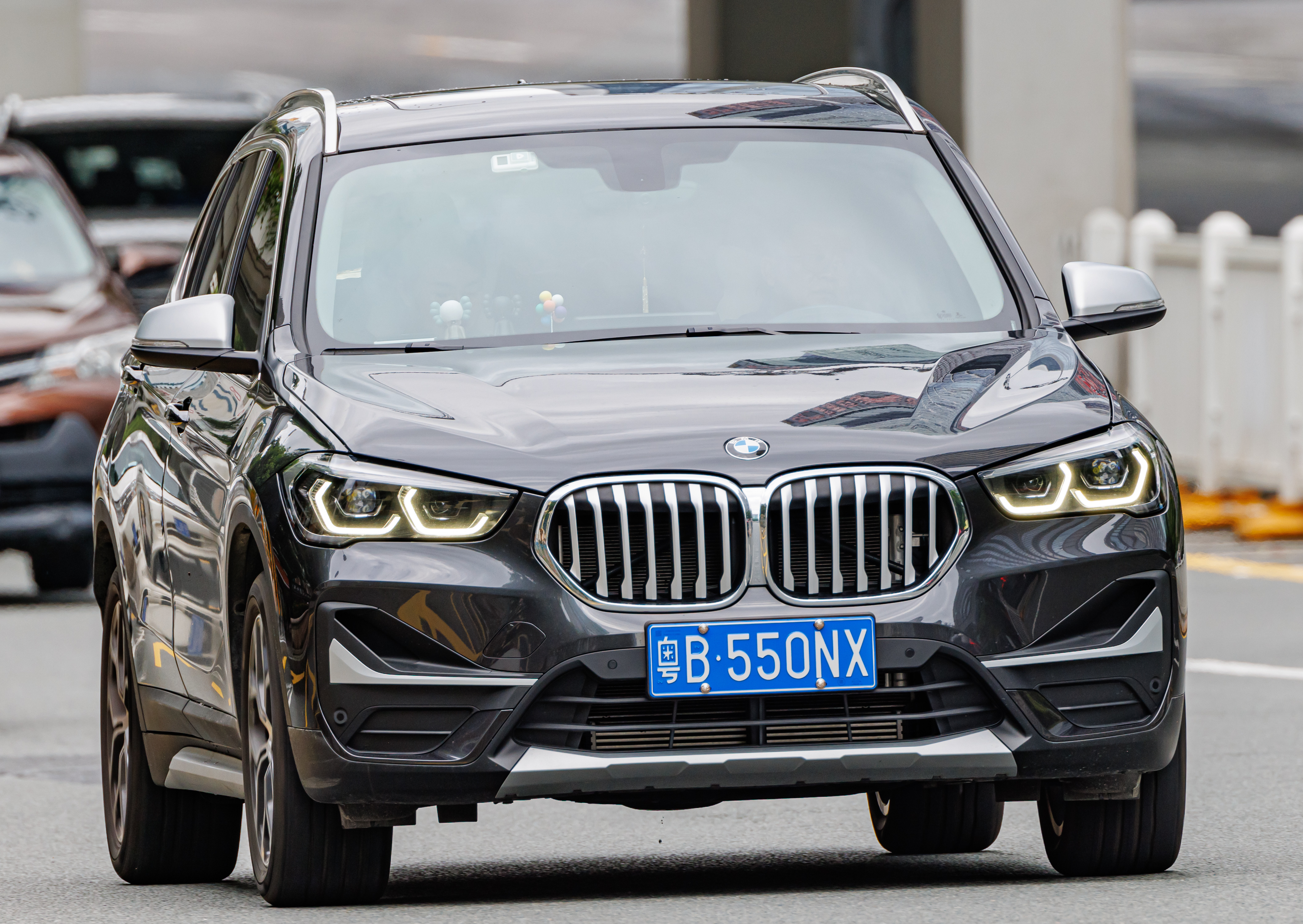
X1 Restyling (F48 LCI)

A maggio 2019, il modello è stato sottoposto al consueto aggiornamento di metà carriera, che è stato annunciato sul sito Web ufficiale della BMW. Le modifiche si concentrano principalmente nel frontale, con nuovi fari a LED anteriori e posteriori, nuovi paraurti, nuovo disegno dei cerchi in lega e una griglia a doppio rene dal disegno diverso con dimensioni maggiori, che richiamano altri modelli BMW come la Serie 1 F40.
Dopo aver presentato il restyling, la BMW ha introdotto una versione ibrida plug-in della BMW X1, chiamata xDrive25e, presentata a settembre 2019.

## Motorizzazioni

### Motori benzina
| Modello        | Anno  | Cilindrata | Potenza | Coppia | Accelerazione 0-100 km/h | Emissioni di CO2 |
| -------------- | ----- | ---------- | ------- | ------ | ------------------------ | ---------------- |
| sDrive18i      | 2015- | 1.499 cm³  | 136 CV  | 220 Nm | 9.7 secondi              | 119 g/km         |
| SDrive18i      | 2018  | 1.499 cm³  | 140 CV  | 220 Nm | 9.6 secondi              | 121 g/km         |
| sDrive18i Auto | 2015- | 1.499 cm³  | 136 CV  | 220 Nm | 9.7 secondi              | 124 g/km         |
| sDrive20i Auto | 2015- | 1998 cm³   | 192 CV  | 280 Nm | 7,7 secondi              | 136 g/km         |
| xDrive20i Auto | 2015- | 1998 cm³   | 192 CV  | 280 Nm | 7.4 secondi              | 146 g/km         |
| xDrive25i Auto | 2015- | 1998 cm³   | 231 CV  | 350 Nm | 6.5 secondi              | 149 g/km         |

### Motori diesel
| Modello        | Anno  | Cilindrata | Potenza | Coppia | Accelerazione 0-100 km/h | Emissioni di CO2 |
| -------------- | ----- | ---------- | ------- | ------ | ------------------------ | ---------------- |
| sDrive16d      | 2015- | 1.496 cm³  | 116 CV  | 270 Nm | 11,1 secondi             | 104 g/km         |
| sDrive18d      | 2015- | 1.996 cm³  | 150 CV  | 330 Nm | 9,2 secondi              | 109 g/km         |
| sDrive18d Auto | 2015- | 1.995 cm³  | 150 CV  | 330 Nm | 9,2 secondi              | 114 g/km         |
| xDrive18d      | 2015- | 1.996 cm³  | 150 CV  | 330 Nm | 9,2 secondi              | 124 g/km         |
| xDrive18d Auto | 2015- | 1.996 cm³  | 150 CV  | 330 Nm | 9,3 secondi              | 129 g/km         |
| sDrive20d      | 2016- | 1.995 cm³  | 190 CV  | 400 Nm | 7,8 secondi              | 118 g/km         |
| sDrive20d Auto | 2016- | 1.995 cm³  | 190 CV  | 400 Nm | 7,9 secondi              | 123 g/km         |
| xDrive20d      | 2015- | 1.995 cm³  | 190 CV  | 400 Nm | 7,6 secondi              | 127 g/km         |
| xDrive20d Auto | 2015- | 1.995 cm³  | 190 CV  | 400 Nm | 7,6 secondi              | 128 g/km         |
| xDrive25d Auto | 2015- | 1.995 cm³  | 231 CV  | 450 Nm | 6,6 secondi              | 132 g/km         |